# Domènec Cardenyes Bàrios
Domènec Cardenyes Bàrios (Ponts, 1 de setembre de 1916 - Tremp, 4 d'octubre de 1977) fou un músic català que va desenvolupar una tasca com a docent, intèrpret i compositor a les localitats lleidatanes de Ponts, Balaguer i Tremp.

## Biografia[calcitació]
A la localitat de Ponts va formar part de dues orquestrines anomenades Poch i L'Artística Ponsicana. Hi va viure fins als vint-i-dos anys i s'hi va formar com a músic. A la ciutat de Balaguer hi va desenvolupar la seva tasca professional com a docent a la seva acadèmia particular i va gestionar l'orquestra que duia el seu nom (Domingo y sus Bohemios). La ciutat de Tremp li va proporcionar una feina estable i hi va encapçalar les quatre entitats culturals de caràcter musical (l'Orfeó de Tremp, l'Esbart Dansaire Francesc Pujol, la Tuna del Col·legi Sant Josep i la banda de cornetes i tambors Els Timbalers de la Conca), que s'hi van crear des que s'hi va establir el 1957. Durant la seva etapa trempolina va formar part de les orquestres Domingo y sus solistas, Soul Finger’s i Rudy Bravo y su conjunto.
La seva obra compositiva està formada per sardanes, obres religioses, peces corals i obres destinades al ball (tangos, boleros, pasdobles, valsos, ranxeres, etc.).
Domènec Cardenyes va viure per a la música. Tota la seva vida va girar al voltant de la música. La seva senzillesa i el seu tarannà van fer que, amb el pas del temps i sense proposar-s'ho, es convertís en una persona de les que deixen petjada. Avui dia a Tremp encara hi ha moltes persones que el tenen en el seu record.

## Fons personal
El fons personal de Domènec Cardenyes es conserva a l'Arxiu Comarcal del Pallars Jussà.